# Anachemmis jungi
Anachemmis jungi är en spindelart som beskrevs av Norman I. Platnick och Darrell Ubick 2005. Anachemmis jungi ingår i släktet Anachemmis och familjen Tengellidae. Inga underarter finns listade i Catalogue of Life.